# Santa Catarina Pinula
Santa Catarina Pinula är en kommunhuvudort i Guatemala.   Den ligger i departementet Guatemala, i den centrala delen av landet, 8 km söder om huvudstaden Guatemala City. Santa Catarina Pinula ligger 1 554 meter över havet och antalet invånare är 67 994.
Terrängen runt Santa Catarina Pinula är kuperad åt sydost, men åt nordväst är den platt. Terrängen runt Santa Catarina Pinula sluttar västerut. Runt Santa Catarina Pinula är det mycket tätbefolkat, med 1 095 invånare per kvadratkilometer. Närmaste större samhälle är Guatemala City, 8,2 km norr om Santa Catarina Pinula. I omgivningarna runt Santa Catarina Pinula växer huvudsakligen savannskog.